# Efemärt material
Efemär betyder kortlivad, tillfällig, flyktig; ordet är ursprungligen grekiskt och har bildats av morfem som betyder ”på, under” respektive ”dag”, alltså ”under en dags tid”.
Innebörden av ordet efemär är förgänglig – att något har dagsländekaraktär; Ephemera vulgata är det vetenskapliga namnet på dagslända.

## Kort aktualitet

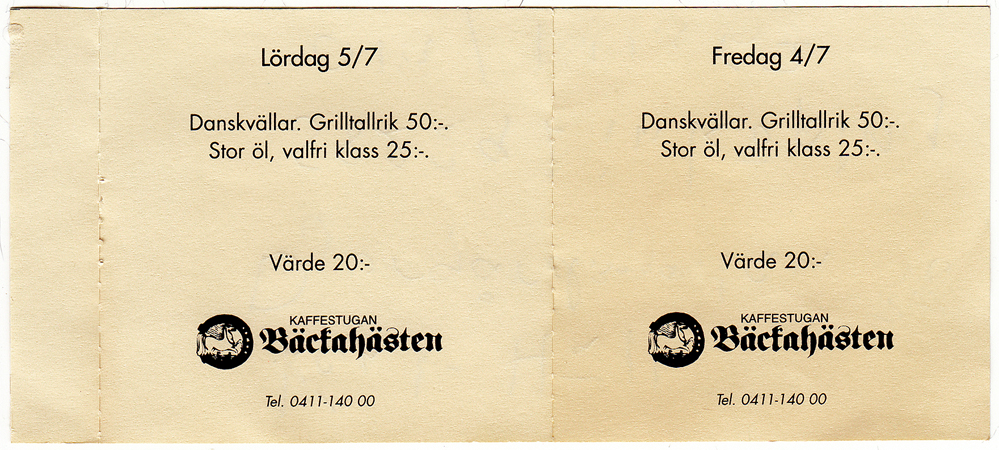
En dansbiljett är ett exempel på en trycksak med kort aktualitet.

Efemärt material kan vara föremål eller trycksaker men används även för vissa former av elektroniska publikationer. Andra ord som används för denna företeelse är accidenstryck, ”tillfällighetstryck”, ”vardagstryck” och ”småtryck”. I bibliotekssammanhang används även ”okatalogiserat tryck”.
Vid tal om trycksaker innebär efemär att informationen har kort aktualitet. Därför har trycksaken i allmänhet en begränsad livstid som inte kräver hållbart beständigt papper. För reklam eller propaganda finns kravet att snabbt informera och generellt kan sägas att materialets korta exponeringstid innebär att vissa krav ställs på den retoriska framställningen, men även i många fall på formgivning med avseende på rubriksättning och illustrationer. Trycksakerna är ofta tydliga och anslående för att snabbt fånga vår uppmärksamhet. Språket är för sin samtid lättförståeligt. Denna typ av trycksaker blir i efterhand oslagbara tidsdokument.

## Pliktbibliotek
Efemärt material finns överallt i det offentliga rummet. I den mån de tillverkats för offentlig spridning sänds de via pliktleveranser från svenska tryckerierna till de så kallade pliktbiblioteken som är Kungliga biblioteket, Lunds Universitetsbibliotek, Carolina Rediviva samt universitetsbiblioteken i Umeå, Stockholm, Linköping och Göteborg. Universitetsbiblioteket i Lund och Kungliga biblioteket i Stockholm har ett särskilt uppdrag att ta hand om och bevara det efemära trycket för framtiden. De andra pliktbiblioteken är inte skyldiga att göra detta. Det efemära tryckets karaktär gör att det ställer särskilda krav på förvaring och åtkomst i arkiv och bibliotek. Universitetsbiblioteket i Lund har ett nationellt uppdrag som lånecentrum för detta material.

## Typer av trycksaker
Med avseende på funktion:

Affischer, flygblad,  kataloger, matsedlar, diplom, etiketter, emballage, poster, kassar, spel, visitkort, vykort, notifikationer, bokmärken, pappersbonader, omslagspapper, tapeter, exlibris, samlarbilder, broschyrer, dekaler, brevmärken (reklammärken), skyltar, manualer etc. 

Med avseende på innehåll:

Verksamhetsberättelser, årsredovisningar, reklam, matriklar, stadgar, reglementen, program, prislistor, propaganda, information, telefonkataloger, tidtabeller, almanackor, 